# Pegação
Pegação ou cruising se refere ao ato de ir a um local para realizar flerte, paquera, namoro e jogos de insinuação com pessoas desconhecidas, comummente entre homens. Alguns homens heterossexuais participam da prática em busca de um experiência distinta, mesmo que preferiram mulheres. Nos, assim chamados, espaços de pegação, sexo pode ser a finalidade imediata para a grande maioria dos homens. A prática é também conhecida pela palavra em língua inglesa como cruising.

## No Brasil
A expressão "pegação" surgiu apenas na década de 1960, ainda com uma conotação patológica e criminal,  mas tais encontros já estavam presentes pelo menos desde o começo do século. No conto O Menino do Gouveia, publicado em 1914 por autor conhecido como Capadócio Maluco, lemos:
| “                        | Foi, porém, trabalho perdido: por mais que eu andasse pelos mictórios a espiar picas e fizesse mil gestos reveladores das minhas qualidades e encantos enrrabativos, parece que naquelle dia os amadores de cús tinham desaparecido. Às seis horas da tarde sentei-me, levado dos diabos, num dos bancos do Rocio, pensando na falta de enrrabadores que há nesta cidade. | ” |
| — Capadócio Maluco, 1914 | |   |

## Locais

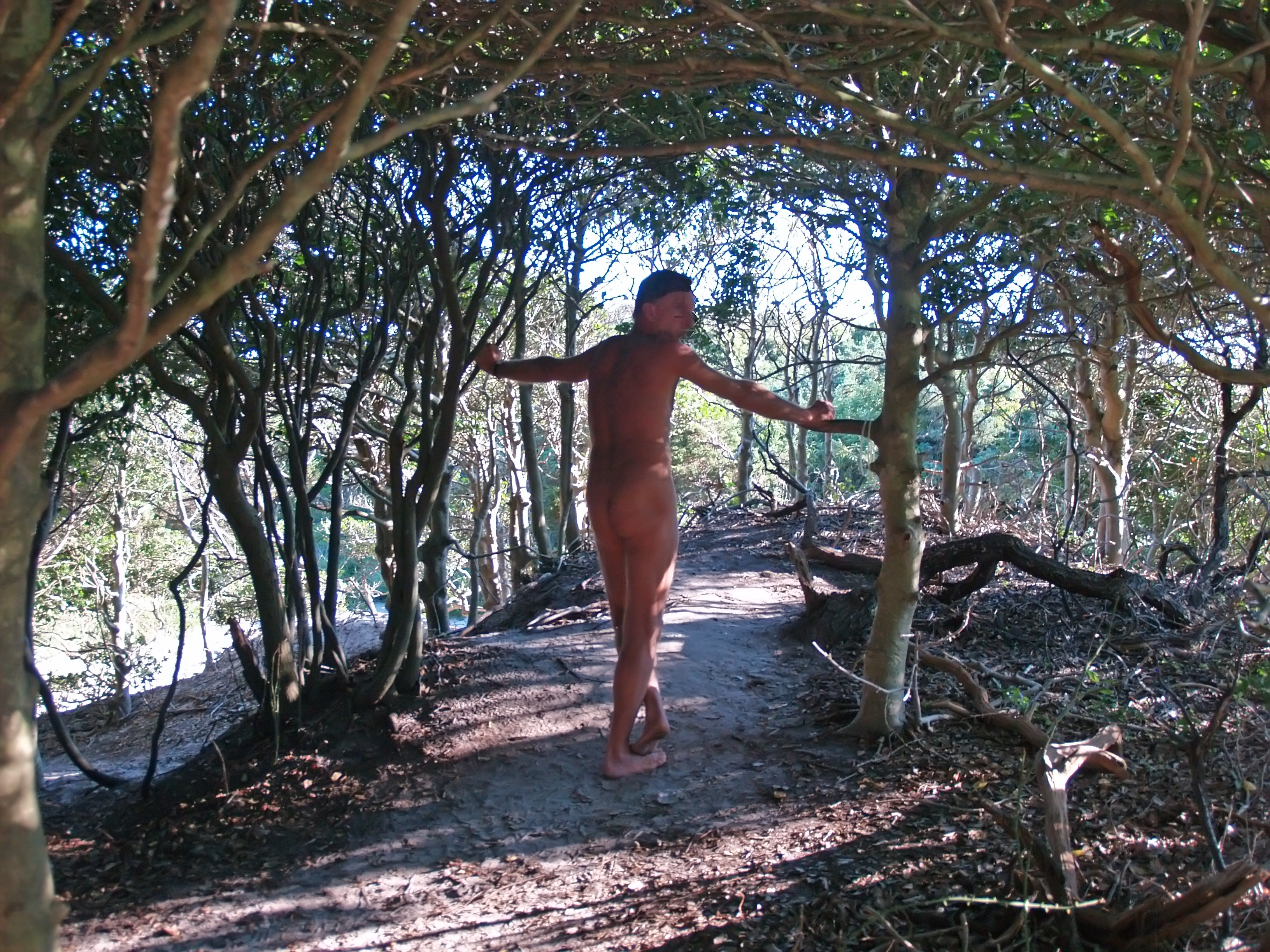
Notório espaço de pegação em Fire Island Pines, Nova Iorque.

Os pontos preferidos de quem é adepto dessa prática, são banheiros de shopping centers, parques, praias, saunas e clubes de sexo.
Em cidades como Londres, é comum encontrar caixas com preservativos e lubrificante fixados em troncos de árvores e mantidas por ONGs que defendem a livre expressão sexual. No Brasil, a prática de sexo em lugares públicos, mesmo durante a noite e em lugares isolados, é considerada atentado ao pudor e está sujeita a punição prevista no Código Penal.
No Brasil, em lugares como o Parque Ibirapuera em São Paulo, o Taquaral em Campinas, o Parque Moinhos de Vento e Parque Farroupilha em Porto Alegre, a prática da pegação durante a noite é comum e bem difundida entre os gays.[carece de fontes?]
Também trilhas da Praia do Pinho, Praia Mole, Galheta e a Praia do Buraco em Balneário Camburiu e Navegantes em Santa Catarina tornaram-se referências internacionais da prática.[carece de fontes?]